# Megaselia setigera
Megaselia setigera är en tvåvingeart som först beskrevs av Charles Thomas Brues 1919.  Megaselia setigera ingår i släktet Megaselia och familjen puckelflugor. Inga underarter finns listade i Catalogue of Life.